# Hôtel Guiran de la Brillanne
L'Hôtel de Guiran de la Brillanne, aussi appelé Hôtel de Gassier, est un hôtel particulier situé au n° 10 de la Rue Mignet, à l'angle de la Rue Suffren, à Aix-en-Provence (France).
Cet hôtel particulier, en référence aux propriétaires successifs, est également nommé Hôtel de Rémusat, de Sallier, de Gassier ou de la Panouse mais il s'agit du même hôtel particulier.

## Historique
L'hôtel particulier de Guiran de la Brillanne, aurait été construit dans la première moitié du XVIIIe s. sous l'impulsion de Jean-Antoine de Guiran de la Brillanne qui a hérité de ses aïeux du terrain et du bâti situés au nord du couvent des Prêcheurs à l'angle de la rue Mignet et de la rue Suffren. À sa mort en 1732, c'est sa femme Jeanne Marie Madeleine des Isnards et leur fils Jean-Antoine de Guiran de la Brillanne qui poursuivent les travaux jusqu'à leur achèvement en 1738 par la pose des grilles en fer forgé du balcon et le portail principal.

## Listes des propriétaires
L'hôtel reste propriété des de Guiran de la Brillane jusqu'en 1782 puis est acquis par M. Étienne Jean Baptiste Delahaye, directeur des domaines à Aix qui le revend en 1783 à Jean-Jacques de Remusat, chevalier de la ville de Marseille. En 1810, François Sallier, ancien maire d'Aix-en-Provence (1802-1806), acquiert l'hôtel et l'occupera jusqu'à son décès en 1831. À la suite de la mort d'Antoine Brun de Barlemont en 1858, propriétaire depuis 1833, ce sont son neveu et sa nièce, François Jules de Gassier et Marie‐Jeanne de Gassier, qui héritent de la demeure qui reste une propriété familiale jusqu'en 1915. La dernière grande propriétaire fut Marie Hélène Béjot, veuve du Comte de la Panouse, qui rachète l'hôtel particulier en 1928. À partir de 1941, l'Hotel de Gassier est loué par la ville pour étendre le lycée des jeunes filles des Prêcheurs.

## Architecture
L'immeuble est orné d'une porte Régence surmontée d'une tête de faune supportant une corbeille de fruits.
À l'intérieur, on trouve de belles gypseries dans l'escalier, le salon et le boudoir.
Entre deux fenêtres du boudoir, un panneau unique à Aix expose des gypseries de style pompéien, probablement exécuté par Gilles-Paul Cauvet (décorateur personnel du Comte de Provence, frère de Louis XVI). Ces décors présentent à leur base des attributs maçonniques.

## Informations complémentaires
Vendu récemment, le bâtiment va être transformé en 10 logements, du T2 au T3 avec caves et jardin.